# Barba-Ruiva
Khizr Reis, depois chamado Khair ed-Din e Khair ed-Din Paxá (Lesbos, 1470 – Constantinopla, 4 de julho de 1546) foi um almirante de esquadra otomano, conhecido, em português, como Barba-Ruiva ou Barba-Roxa (em turco, Barbaros Hayreddin Paşa — em italiano, Barbarossa).
As vitórias navais de Barbarossa asseguraram o domínio otomano do Mediterrâneo no século XVI, desde a Batalha de Preveza, em 1538, até a Batalha de Lepanto, em 1571.  
Khayr ed-Din (em árabe: "bondade" ou "o melhor da religião" do Islã) foi o título honorário dado a ele pelo sultão Suleiman ou Solimão, o Magnífico. Na Europa, ele se tornou conhecido como Barbarossa ("barba ruiva" em italiano), nome que herdou do seu irmão mais velho, Oruç Reis, depois que este foi morto em uma batalha contra os espanhóis, na Argélia. Oruç era também conhecido como "Baba Oruç" ("Papai Oruç"), o que, para os europeus, soava como "Barbarossa", e, uma vez que Oruç tinha mesmo uma barba ruiva, o apelido pegou. Num processo de reempréstimo linguístico, o apelido retornou ao seu turco nativo, Hayreddin, na forma de Barbaros.
Nasceu numa ilha de Lesbos, Grécia e comandava o navio com seu irmão mais velho, Oruç, e seu outro irmão, İshak. Como navegavam juntos, eram conhecidos como "os irmãos Barbarossa". Khizr se tornou o pirata mais temido do Mar Mediterrâneo, pois ele e seus companheiros cercavam e saqueavam os navios do Sultão Selim. Contrariado, Selim decidiu dar-lhe o poder sobre Argel. Alguns dizem que o que Khizr mais queria era conquistar cidades africanas. Porém, houve um ataque ao navio deles, que resultou na morte de Ishaq, e Oruç foi feito prisioneiro pelos invasores. O capitão Oruç escapou e conseguiu reencontrar Khizr. Algum tempo depois, após a morte de Oruç, sem ninguém para ajudá-lo a comandar o navio, ele não teve outra escolha, senão abandonar a pirataria. Desta forma, ele se uniu aos turcos, que lhe cederam reconhecimento como governador da Argélia e cadeiras no Conselho Nacional (Divã). Nos anos seguintes, durante o governo de Solimão, o Magnífico, durante o esforço de integração das nações islâmicas, o califa o entregou-lhe o comando da armada otomana.
Neste período, o capitão genovês Andrea Doria, a mando do imperador Carlos V, executou diversos cercos à costa otomana. No comando de diversos e sucessivos contra-ataques, Khizr conseguiu grande prestígio dentro das esferas militares otomanas. Em 1532 praticamente toda a costa ocidental do Mediterrâneo sofreu ataques coordenados por Khizr. A marinha da Sacra Liga estava acuada, enquanto Andrea Doria buscava uma reação.
Em 1534, Khizr é promovido ao cargo de comandante da armada otomana (capitão paxá), tendo sido recebido por Solimão no Topkapi, além de ser nomeado beilerbei do Norte da África e Sanjaco (governador) de Rodes e Eubeia. Tendo o comando da armada otomana, Cizre promoveu diversas ações militares, que culminaram na esmagadora derrota da armada da Sacra Liga, na Batalha de Preveza (1538), sob o comando de Andrea Doria, e que trouxe, como consequência, a hegemonia otomana sobre o Mediterrâneo pelos 33 anos que se seguiram.